# 秋田内陸縦貫鉄道AN-2000形気動車
秋田内陸縦貫鉄道AN-2000形気動車（あきたないりくじゅうかんてつどうAN2000がたきどうしゃ）は、秋田内陸縦貫鉄道が所有する鉄道車両（気動車）である。

## 概要
2000年に、AN-8900形をベースとして新潟鐵工所で1両(AN-2001)が製造された団体専用車。日本宝くじ協会からの寄贈車で、宝くじ号の愛称を持つ。

## 構造
2+2列の転換クロスシートを基本としつつも、運転席後方にお座敷化が可能なフリースペース（カラオケ装置と冷蔵ショーケースを備える）や天窓、車いす対応洋式トイレを装備する。また、トイレ脇のロングシートはカーテンで仕切ることも可能である。
電気笛としてメロディーホーンが搭載されており、運転台の右の方に操作スイッチが付いている。
2021年2月に、沿線にある縄文遺跡群をイメージして観光車両の「秋田縄文号」に改造された。車内には沿線で出土した縄文土器や土偶などのイラストを配し、モニターやテーブルなどを新たに設置した。また運転席の後ろが展望席になっていて、前面展望を楽しむことが可能。

## 運用
先述の通り当初は団体専用車であったが、「秋田縄文号」への改造以降は急行「もりよし」で運行されている。

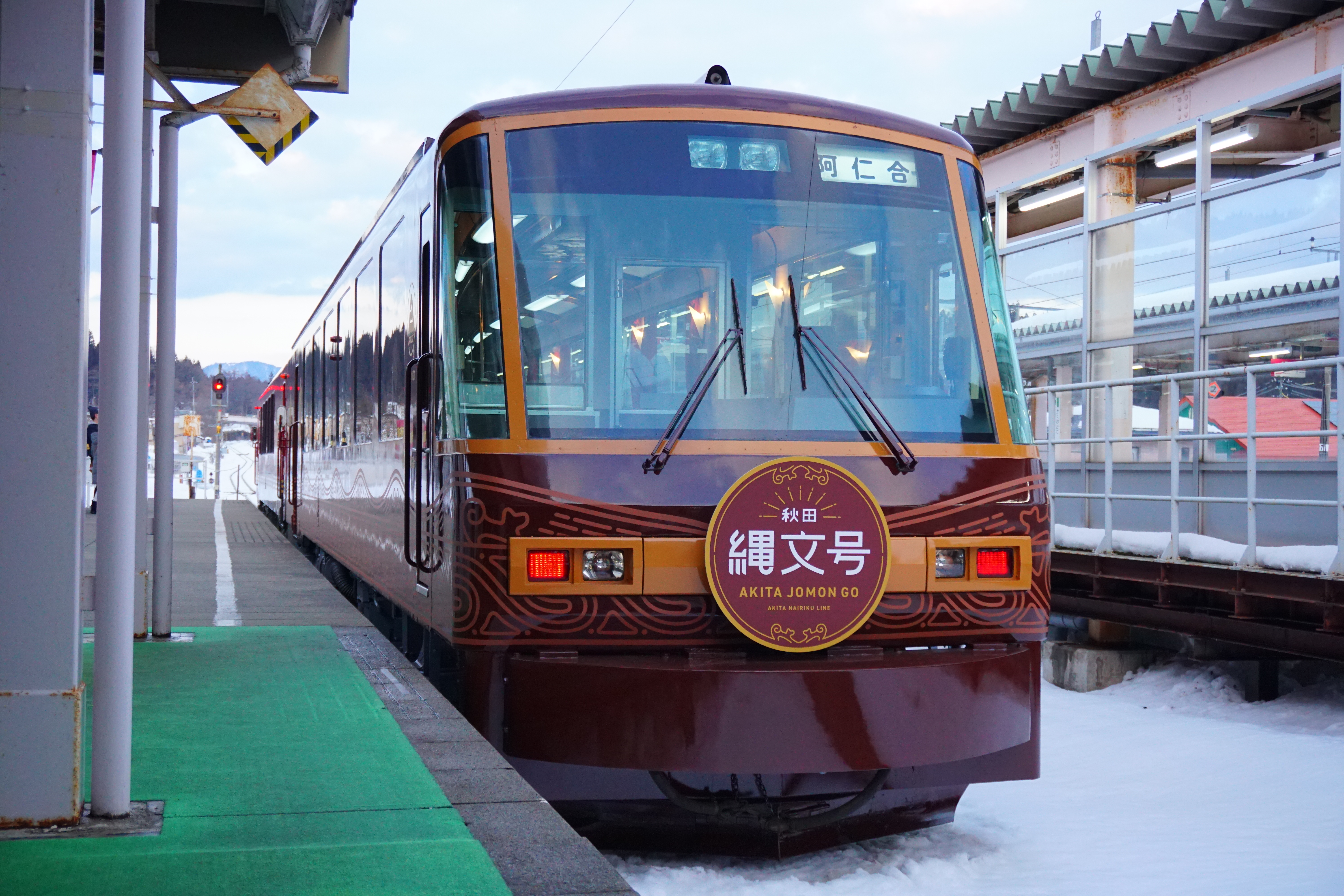
秋田縄文号（2021年2月）